# Пащенко Василь Григорович
Па́щенко Васи́ль Григо́рович (нар. 9 березня 1868, хутір Пащенки́, поблизу с. Білаші Полтавської губернії (нині Шишацький район Полтавської області, Україна) — пом. 20 квітня 1932 , м. Моравська-Тршебова, нині Чехія — визначний військовий діяч Російської імперії, генерал-лейтенант, генеральний значковий Армії Української Держави.

## Життєпис

Хутір Пащенки на карті 1857 року

Народився на хуторі Пащенки поблизу с. Білаші в сім'ї збіднілого дворянина козацького походження Григорія Івановича Пащенка. Рідний брат Пащенків Олексія Григоровича, Івана Григоровича та Євгена Григоровича.
Навчався у Петровському Полтавському кадетському корпусі. На службі з 28 серпня 1885. Закінчив Михайлівське артилерійське училище, Михайлівську артилерійську академію (по 1-му розряду). Після випуску призначений у 34-ту артилерійську бригаду. З 11 серпня 1886 — підпоручник, з 11 серпня 1890 — поручник, з 28 травня 1893 — штабс-капітан. З 15 липня 1893 — помічник начальника майстерні Сестрорецького збройового заводу. З 4 лютого 1894 виконував посаду помічника, а з 25 лютого 1894 помічник завідувача навчання у фортечному відділі офіцерської артилерійської школи.
6 грудня 1896 проведений в штабс-капітани гвардії, а з 6 грудня 1900 — капітан гвардії. Підполковник (з 11.2.1900), полковник (з 28.03.1904). З 6 грудня 1904 штаб-офіцер, завідувач навчання у фортечному відділі офіцерської артилерійської школи. З 27 липня 1907 до 18 березня 1909 командир Лібавської фортечної артилерії. 13 квітня 1908 присвоєне звання генерал-майора. З 18 березня 1909 до 23 березня 1914 р. генерал для доручень при генерал-інспекторі артилерії. Генерал-лейтенант з 6 квітня 1914. З 23 березня 1914 начальник артилерії Кронштадтської фортеці. Після початку Першої світової війни — комендант Свеаборгу (1915). З 7 серпня 1917 інспектор артилерії 4-го Кавказького армійського корпусу.
З кінця 1917 р. — помічник начальника Українського Генерального штабу. З вересня 1918 — інспектор артилерії 1-го Волинського корпусу Армії Української Держави. 31 грудня 1918 звільнений з посади. З січня 1919 р. до осені 1919 р. — тимчасовий виконувач обов'язків інспектора артилерії Дієвої армії УНР.
З 1921 р. — на еміграції у Чехословаччині, викладав у Російській реформованій реальній гімназії у м. Моравська-Тршебова. Помер (20 квітня 1932) та похований у цьому місті.
Нагороджений орденами Св. Ганни 3-го ст. (1902); Св. Станіслава 2-го ст. (1905); Св. Володимира 3-го ст. (1911); Св. Станіслава 1-го ст. (18.02.1915); Св. Ганни 1-го ст. (24.11.1915).